# Smart Fortwo (W450)
La sigla W450 identifica la prima serie della Smart Fortwo, un'autovettura superutilitaria prodotta dal 1998 al 2007 dalla Smart (acronimo di "Swatch Mercedes ART"), una joint-venture capeggiata dal gruppo Swatch e che ha visto la partecipazione della Daimler-Benz (poi evolutasi nella DaimlerChrysler). Inizialmente il nome Smart identificava il modello, mentre il marchio era MCC, acronimo di Micro Compact Car: a partire dal 2002, Smart sarebbe divenuto un marchio vero e proprio, mentre il nome del modello sarebbe stato City Coupé (o City Cabrio, a seconda della tipologia di tetto); infine, a partire dal 2004, le è stato cambiato il nome in Fortwo, questo quando è stata ampliata la gamma della Smart con la Forfour.

## Storia e profilo

### Genesi del modello
L'idea di una vettura estremamente compatta, dai consumi ridottissimi e in grado di muoversi agevolmente anche nelle città più congestionate nacque all'alba degli anni novanta, non dalla mente di qualche personaggio di spicco del mondo automobilistico di allora bensì da Nicolas Hayek, l'eccentrico patron di un affermato marchio di orologi, la Swatch. Già nell'estate del 1991, egli dichiarò alla stampa l'intenzione di produrre una piccolissima vetturetta la cui produzione sarebbe avvenuta solo dopo il 1995. I primi rendering della stampa specializzata si ebbero già nel 1992: sebbene le linee ipotizzate fossero ancora piuttosto fumettistiche, l'impostazione generale era già vicina a quella definitiva. In realtà la fase di sviluppo era ancora in alto mare e appariva inevitabile l'appoggio di una Casa automobilistica per realizzare le parti meccaniche, il motore e gli organi della trasmissione. Ma ancora non si avevano le idee chiare su quale poteva essere il marchio sostenitore del progetto Swatch: in un primo tempo venne contattata la Volkswagen, ma le trattative per una collaborazione non andaron a buon fine. Solo poco più di un anno dopo spuntò fuori il nome della Mercedes-Benz, una Casa tradizionalmente dedita alla produzione di vetture di fascia alta ma che, già dal gennaio 1993, stava iniziando a pensare di colonizzare nuove fette di mercato, tanto che di lì a pochi mesi avrebbe già svelato al pubblico una concept denominata Eco Speedster e recante ancora il marchio Mercedes-Benz, la quale prefigurava abbastanza da vicino la vettura definitiva, almeno nell'impostazione generale. Più mistero, invece, per quanto riguardava l'unità motrice, anche se inizialmente si pensava proprio che la vettura avrebbe montato un motore elettrico o al più di tipo ibrido. La Swatch, dal canto suo, aveva già teorizzato quella che avrebbe dovuto essere la personalità della nuova vettura, ossia giovanile e originale. Così, quando il 4 marzo 1994, fu annunciata ufficialmente la nascita della joint-venture tra Mercedes-Benz e Swatch, la Casa di Stoccarda si trovò di fronte a un dubbio: quello relativo al marchio con cui commercializzare la vettura. Sicuramente non poteva essere quello della Mercedes-Benz, poiché l'attribuzione di un simile marchio a una vettura superutilitaria avrebbe finito con il pesare negativamente sia sul marchio stesso che sulla nuova microcar. Perciò, nel mese di aprile del 1994, Mercedes-Benz e Swatch fondarono la Micro Compact Car (o MCC), con sede legale a Biel, in Svizzera. Anche per la produzione occorreva un impianto completamente nuovo: alla fine dello stesso anno venne trovato un terreno adatto presso la località di Hambach, una città francese al confine con la Germania. Durante il 1995 il progetto relativo alla nuova vetturetta cominciò a prendere più corpo e alla fine dell'estate venne realizzata una nuova concept car, anch'essa denominata Eco Speedster. Qui vennero dichiarate le prime indiscrezioni in programma in quel momento, le quali poi alla fine non avrebbero trovato un reale riscontro. Si diceva per esempio che la nuova Swatch-car avrebbe montato quattro motori elettrici (uno per ruota) alimentati da un pacco di batterie AEG posizionato centralmente, più o meno all'altezza dei sedili. Altre idee avrebbero trovato invece un'effettiva conferma anche al momento del lancio o comunque poco tempo dopo: per esempio venne annunciato che in un secondo momento, alla versione con carrozzeria chiusa sarebbe stata affiancata anche una versione cabriolet con roll-bar; inoltre venne dichiarato che i vivaci interni colorati della concept Eco-Speedster sarebbero stati riproposti anche sulla vettura di serie. Alla fine del 1995 cominciarono i lavori per l'erezione dello stabilimento di Hambach. Fu in quel periodo che nacque anche il nome Smart per la nuova vettura.

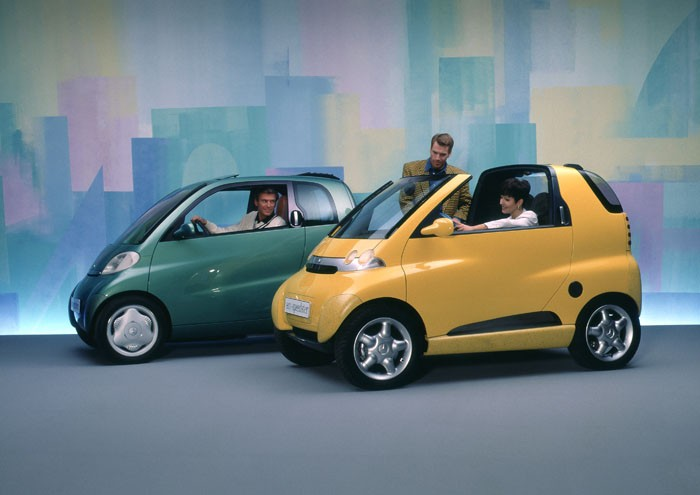
La Eco Speedster del 1993 (dietro) e quella del 1995 (in primo piano)

Nel frattempo, si impose che i criteri di costruzione sia della vettura che del suo stesso impianto di produzione, dovevano rispettare le sempre più crescenti esigenze relative al rispetto per l'ambiente. Ed ecco allora che si decise di utilizzare, per svariate componenti della carrozzeria e degli interni, dei materiali sintetici che risultassero riciclabili una volta concluso il ciclo vitale della vettura. E ancora, per quanto riguarda la scocca, si decise di verniciarla utilizzando la tecnica della verniciatura a polvere, in modo da eliminare l'utilizzo di solventi, dannosi per l'ambiente. Insomma, la futura Smart fu sviluppata tenendo in considerazione il fattore dell'ecocompatibilità e cercando addirittura di inculcarlo nella mente della potenziale clientela ancor prima che la produzione venisse avviata. Tutto questo certamente a scopo educativo, ma soprattutto per assicurarsi fin dall'inizio un'ottima reputazione che giocasse un ruolo pubblicitario di prim'ordine. Tra la fine del 1995 e l'inizio del 1996, però, la Daimler-Benz prese in mano quasi di prepotenza il progetto, scartando le proposte sui motori di tipo ibrido o elettrico e imponendo che il "cuore" della vettura fosse un motore a scoppio progettato ex-novo dalla Mercedes-Benz e che ben si adattasse al genere della vettura. Fu così che il progetto, fino a quel momento noto semplicemente come Swatch-Car, assunse la sigla W450, secondo il criterio di codifica dei progetti proprio della Daimler-Benz.
Alla fine di quello stesso anno trapelarono le prime indiscrezioni sul propulsore utilizzato, che all'inizio doveva essere un tricilindrico a benzina da circa 0.7 litri (alla fine risulterà essere da 0.6 litri), dotato di sovralimentazione mediante turbocompressore, mentre pochi mesi dopo apparvero le prime foto della vettura definitiva, o meglio, di alcuni esemplari di preserie. Poco più in là venne resa nota un'altra particolare caratteristica della vettura, o per meglio dire, della sua innovativa modalità di commercializzazione, consistente in particolari centri chiamati appunto Smart Center, ossia delle torri in vetro al cui interno si trovano alcuni esemplari di Smart disposte su piani sovrapposti.

### Il debutto
La presentazione ufficiale avvenne al Salone dell'automobile di Francoforte del 1997, ma la produzione non fu avviata che ben dieci mesi dopo. Questo perché alla Daimler-Benz si volle rivedere completamente la vettura, in maniera tale da scovare eventuali difetti e imprecisioni. In effetti, all'inizio del 1998 vi fu un grosso imprevisto: durante alcuni test condotti per valutare la stabilità della vettura, si verificarono dei casi di scompensi su strada, analoghi a quelli riscontrati qualche mese prima con la Classe A. Proprio mentre quest'ultima stava ricevendo gli aggiornamenti necessari per renderla più sicura, anche la Smart si mostrò ostile al cosiddetto "test dell'alce", un evento che provocò imbarazzo tra i vertici di Mercedes-Benz e MCC. Per ovviare a tale inconveniente, vennero apportate delle modifiche alle sospensioni, sia anteriori che posteriori, e inoltre vennero allargate le carreggiate posteriori (utilizzando anche pneumatici maggiorati) e ridotte quelle anteriori. Il nuovo schema di sospensioni venne chiamato TRUST dalla MCC. Per l'occasione vennero anche migliorate le finiture interne. Così revisionata, la Smart fu pronta al lancio vero e proprio, che avvenne nel luglio 1998.
Inizialmente il termine Smart indicava il modello, mentre il nome della marca era MCC, e come MCC Smart fu di fatto indicata anche dalla stampa specializzata.

#### Design e interni

Vista laterale di una Smart

Caratterizzata dall'inconfondibile sagoma a uovo del corpo vettura, la Smart è stata indicata proprio per questo aspetto come l'erede spirituale dell'Isetta, la quale però venne prodotta dalla storica rivale della Mercedes-Benz, vale a dire la BMW (oltre che dall'italiana Iso, dalla quale ebbe inizio la suggestiva parabola della microvettura). Rispetto alla nota vettura degli anni cinquanta, però, la Smart è ovviamente molto più moderna sotto tutti i punti di vista. Il suo frontale è dominato dai gruppi ottici di forma ovoidale e dalla piccola calandra a forma di mezzaluna allungata. L'ampio parabrezza garantisce un'ottima visibilità ed è incorniciato da due montanti piuttosto massicci, la cui inclinazione prosegue in avanti costituendo un tutt'uno con la linea della porzione di muso che ospita i due gruppi ottici. La vista laterale è forse quella più suggestiva, poiché saltano all'occhio i passaruota allargati, sia anteriori che posteriori, ma soprattutto salta all'occhio la scocca tridion a vista, e verniciata a polvere nei colori nero o grigio (quest'ultimo colore è optional). Dove la scocca non emerge alla luce, vi sono dei pannelli in materiale sintetico e verniciati in altro colore. Ma volendo, possono essere rimossi e sostituiti con altri di colore diverso. Altro particolare degno di menzione è quello relativo alle portiere, che in una vettura di dimensioni più consuete sarebbero del tutto normali, ma che nella Smart appaiono enormi rispetto al resto del corpo vettura, lungo appena 2.50 metri. La coda, dall'andamento nettamente verticale, è caratterizzata dai gruppi ottici a sviluppo verticale e composti ognuno da tre elementi circolari.
L'abitacolo della Smart era quello che maggiormente comunicava la filosofia della vettura e il suo target commerciale: erano chiaramente visibili i giovanili rivestimenti in tinte vivaci, sia per la plancia che per i sedili. I due sedili potevano essere regolabili longitudinalmente per aumentare la capacità del bagagliaio, il quale raggiungeva un massimo di 479 litri di cubatura totale. L'abitabilità era notevole in rapporto alle dimensioni della vettura, grazie anche allo sviluppo in altezza del corpo vettura. La sensazione di luminosità, data dalle notevoli superfici vetrate, aumentava nelle versioni Pulse e Passion, che montavano anche un tetto in cristallo. La dotazione non era il massimo, specie se si considera il prezzo, che all'epoca nel mercato italiano era mediamente intorno ai 20 milioni di lire. Basti pensare che il servosterzo, il contagiri e l'orologio erano optional, così come l'autoradio a cassette.
Gli allestimenti erano tre: Pure era l'allestimento base; la versione Pulse possiede in più cerchi in lega con pneumatici posteriori maggiorati, tetto in cristallo e paddles per cambiare le marce tramite i comandi al volante. La versione Passion è la versione più elegante e possiede in più rispetto alla "Pure" cerchi in lega da 15 pollici, tetto in cristallo e funzione automatica del cambio.

#### Struttura, meccanica e motori

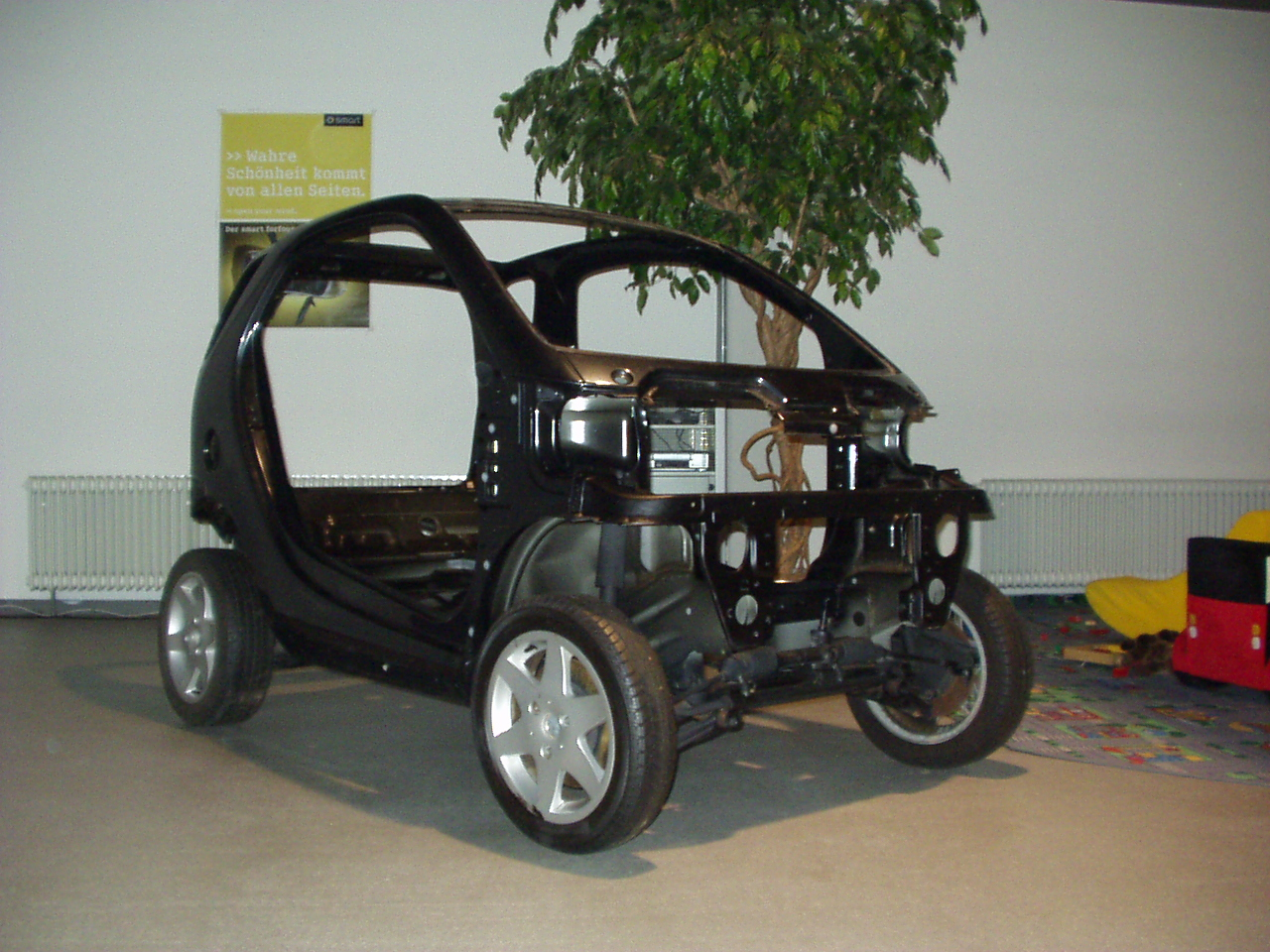
La scocca Tridion di una Smart

La Smart propone svariate particolarità anche sul piano tecnico, a cominciare dalla scocca (o cella) Tridion in acciaio, molto rigida e resistente, che fornisce una valida protezione in caso di ribaltamento e che ha ottenuto buoni risultati durante i crash test.
L'architettura è decisamente fuori dagli schemi per una vettura di segmento A di concezione moderna: si tratta infatti di una "tutto dietro", ossia con motore posteriore e trazione posteriore. Il propulsore è un tricilindrico M160 è completamente in lega leggera e viene assemblato direttamente negli stabilimenti Mercedes-Benz per poi essere trasferito a Hambach per il montaggio finale nella scocca. Tale motore, della cilindrata di 599 cm³, è sovralimentato mediante un turbocompressore con intercooler e overboost. Due i livelli di potenza massima, a seconda della pressione di sovralimentazione: 45 CV e 55 CV, entrambi a 5250 giri/min.
Il cambio è denominato Softip, un sequenziale a 6 marce dagli ingombri molto contenuti e che funziona grazie all'accoppiamento di tre rapporti che vanno a innestarsi su uno dei due finali presenti, un tecnica simile a quella della marce ridotte per i fuoristrada. È sufficiente una leggera pressione sul pulsante posto sulla leva del cambio per passare dalla modalità "softip" (sequenziale) a quella "softouch" (completamente automatica con funzione kick down per i sorpassi).
Anche per quanto riguarda le sospensioni, vengono proposte delle soluzioni particolari, a cominciare dall'avantreno che coniuga la tradizionale geometria MacPherson con la presenza di una balestra trasversale in vetroresina; il retrotreno è a ruote interconnesse con ponte semitorcente a "omega" e molle elicoidali. Sui due assi sono presenti ammortizzatori a gas. L'impianto frenante è di tipo misto, con dischi da 280 mm all'avantreno e tamburi da 200 mm al retrotreno. Tale impianto è inoltre fornito di ABS. Completano il quadro lo sterzo a cremagliera e i cerchi in acciaio da 15 pollici con canale maggiorato al retrotreno (5.5 pollici anziché 3.5).

### Evoluzione

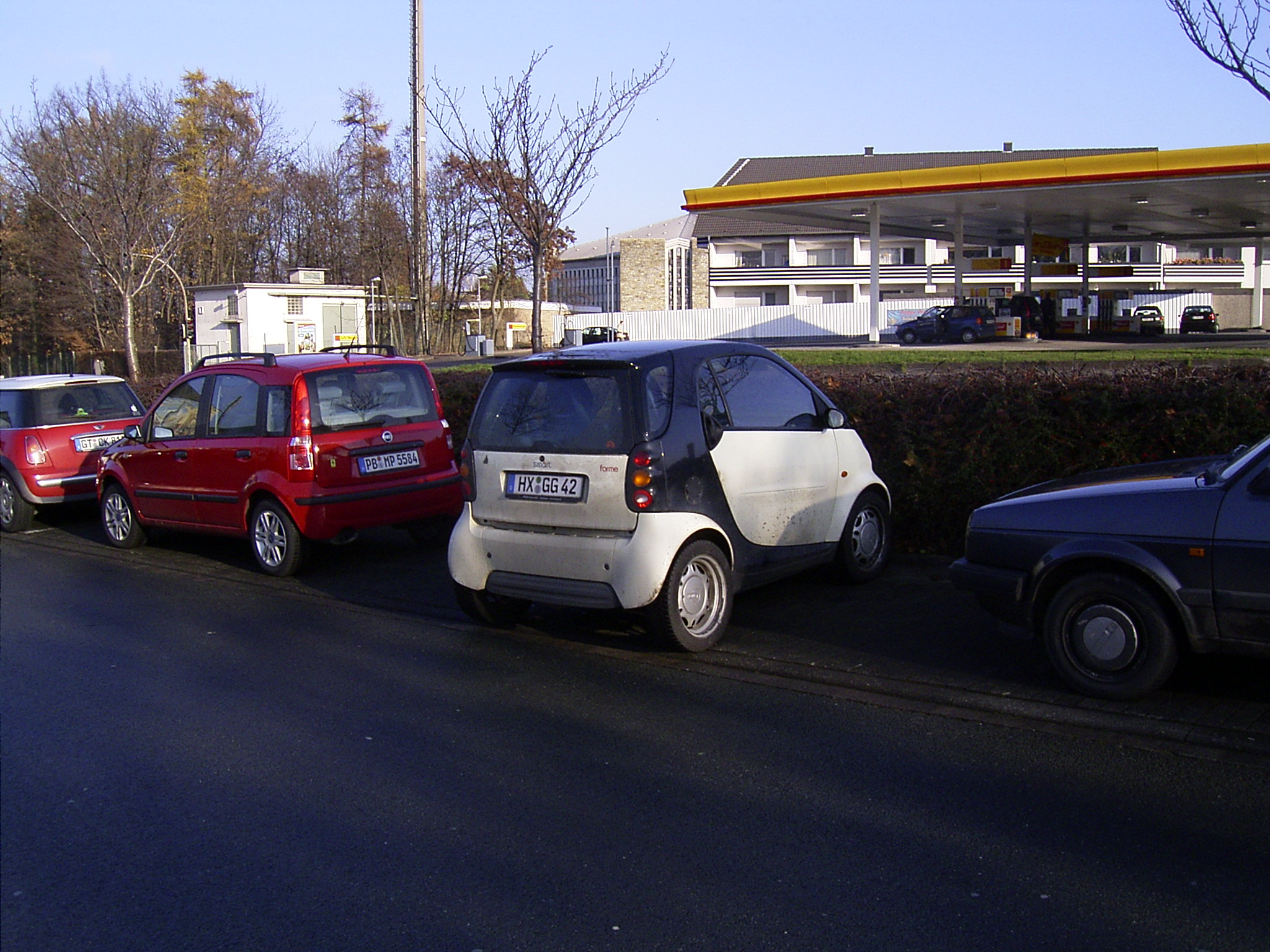
Una Smart Coupé parcheggiata perpendicolarmente al marciapiede

Pochi mesi dopo il lancio della Smart, la Swatch si staccò dalla joint-venture con Mercedes-Benz: le ipotesi più accreditate parlano del disappunto di Nicolas Hayek nel vedere il risultato della collaborazione con la Casa tedesca. Il gruppo motopropulsore era di tipo troppo convenzionale rispetto alle unità ibride ed elettriche caldeggiate dal patron svizzero fin dai primi mesi dell'ideazione della vettura, e già questo fatto fece irritare Hayek; inoltre il prezzo fissato era troppo elevato rispetto a quelle che erano le intenzioni del presidente della Swatch. Altre voci sostenevano che lo sviluppo della Smart aveva richiesto degli esborsi di denaro tali da scoraggiare la Swatch, che alla fine si sarebbe tirata fuori dall'impresa. In ogni caso, qualunque sia stata la ragione, il sodalizio tra Swatch e Mercedes-Benz terminò ufficialmente nel gennaio del 1999.
Tra la fine del 1999 e l'inizio del 2000 si ebbe l'arrivo della Smart CDI, ossia la versione a gasolio, spinta da un tricilindrico turbodiesel common rail da 799 cm³ in grado di erogare 40 CV di potenza massima. Le sue doti di economia divennero uno dei punti di riferimento nel segmento delle supercittadine e portarono gradualmente a buoni livelli le vendite della Smart, nonché la sua popolarità: anche dopo che la gamma si sarebbe ampliata con l'arrivo della Forfour e della Roadster, quando si parlava di Smart (e quando se ne parla ancora oggigiorno), si intendeva unicamente la piccola due posti tedesca. Un altro motivo della sua popolarità stava nella possibilità che la vettura aveva di poter parcheggiare anche perpendicolarmente al marciapiede: non è raro trovare nelle vie cittadine una Smart parcheggiata in questo modo. Tra i difetti riscontrati nelle Fortwo di prima generazione vanno senz'altro menzionati lo scarso comfort su fondo irregolare, la scarsa insonorizzazione e il cambio non sempre veloce nei passaggi da un rapporto all'altro. In ogni caso, le vendite non si rivelarono sufficienti ad ammortizzare gli enormi costi di progettazione e realizzazione: per questo motivo, pur divenendo in breve tempo un modello di culto, la prima generazione della Fortwo ha rischiato seriamente il flop commerciale anche se le vendite non si erano rivelate scarse.
Nel 2000 la gamma si ampliò notevolmente con l'arrivo della Smart Cabrio, versione a cielo aperto della normale Smart "chiusa". Contemporaneamente, e per motivi apparentemente inspiegabili, la vivace gamma colori venne ristretta a tinte più sobrie, mentre l'avantreno a balestra trasversale venne eliminato, sempre a favore di uno schema MacPherson, ma più tradizionale. Dal 2001 l'allestimento Pure poteva essere ottenuto anche in abbinamento con il motore da 55 CV, mentre la sola versione Pulse passò da 54 a 61 CV,

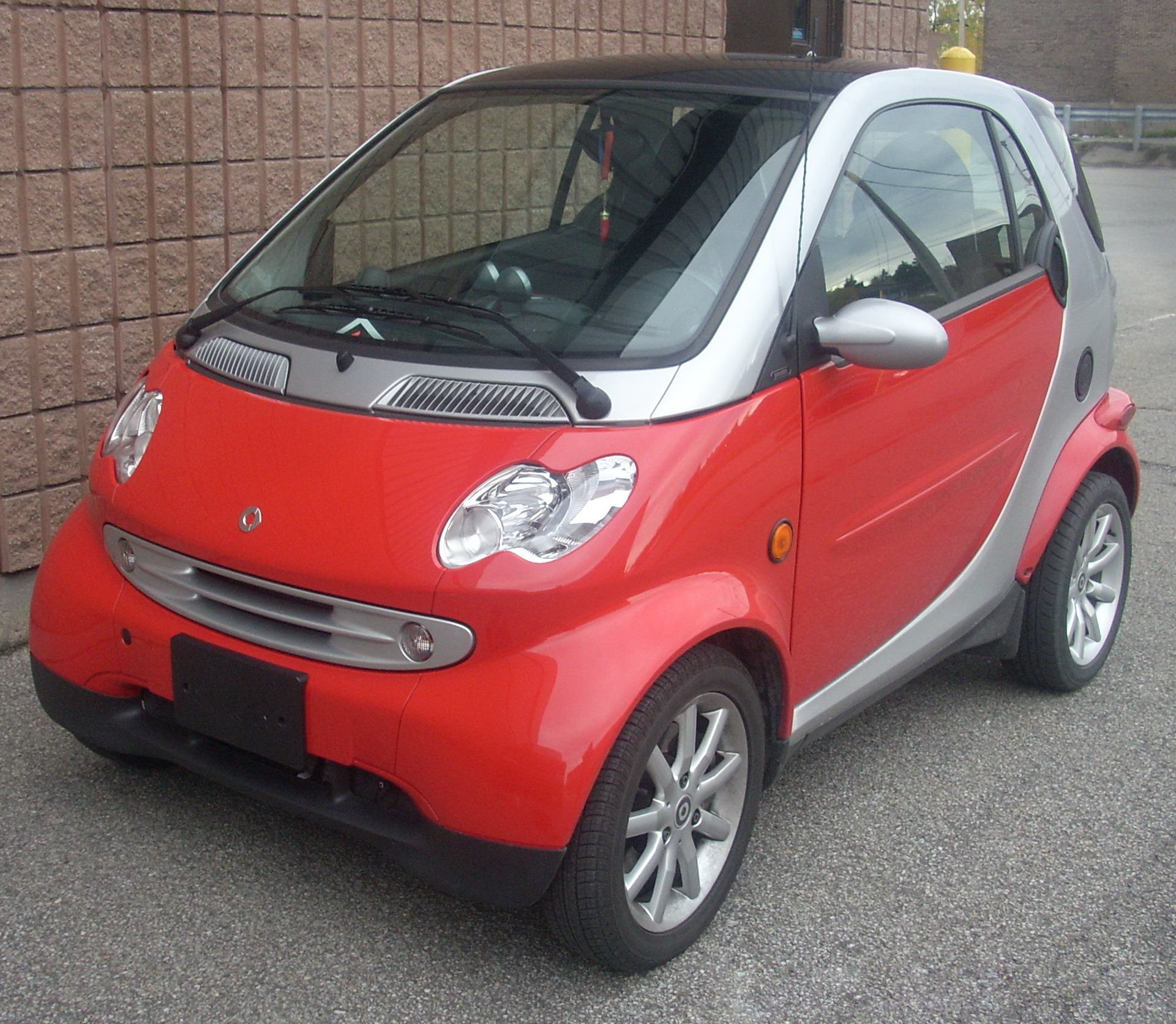
Una Smart Coupé dopo il restyling del 2002

Nel 2002, il marchio MCC scomparve, sostituito dalla nuova ragione sociale, Smart GmbH: come conseguenza, la MCC Smart, divenne Smart City Coupé (e City Cabrio per la versione aperta). Tale evento fu l'occasione per il restyling di mezza età: esteticamente, le versioni City Coupé adottarono i fari dal disegno "a 8" già presenti sulla Cabrio. In contemporanea la capacità del serbatoio passò da 22 a 33 litri, migliorando così le doti di autonomia della vetturetta. Purtroppo, però, nella seconda metà dello stesso anno, tornarono a verificarsi dei casi di instabilità su strada della Smart, in particolare su fondo stradale bagnato e/o dissestato, dove la Smart mostrava un comportamento sovrasterzante in rilascio, finendo in testacoda. Contemporaneamente a tutto ciò, venne introdotta anche la Smart Crossblade, una particolare Smart a tiratura limitata, priva di parabrezza, portiere e lunotto, ma assai costosa.
Fu così che nel 2003 la Casa intervenne apportando migliorie alle sospensioni, introducendo il dispositivo ESP e dando luogo al sistema TRUST-PLUS. Per l'occasione vi fu un altro aggiornamento tecnico, peraltro abbastanza corposo, e consistente nel passaggio del tricilindrico a benzina da 599 a 698 cm³, il che portò a un lieve incremento di potenza per tutte le versioni: la versione Pure da 45 salì a 50 CV, mentre la Pure e la Passion passarono da 55 a 61 CV. Quanto alla Pulse, che 61 CV già li erogava, l'incremento fu sostanzialmente di coppia motrice.
Nel 2004 vi fu l'avvento della Forfour: perciò la piccola City Coupé cambiò finalmente nome in Fortwo, una denominazione che rimarrà invariata anche dopo che la piccola vettura tornerà a essere l'unico modello in gamma.
Nel 2005, il mercato della piccola Fortwo subì una forte contrazione dovuta alla sua anzianità di progetto, nonostante la concorrenza non avesse ancora introdotto alcun modello paragonabile. Inoltre, i flop dei modelli Forfour e Roadster/Coupé misero in seria discussione la stessa esistenza del marchio Smart. Alla fine, però, il gruppo Daimler-Benz decise di mantenere in produzione solo la Fortwo, che in definitiva era stato il modello di maggior successo commerciale. Non solo, ma nel 2007 pensionò la prima generazione della piccola vettura in favore della seconda generazione, indicata con la sigla W451.

#### Fortwo Cabrio

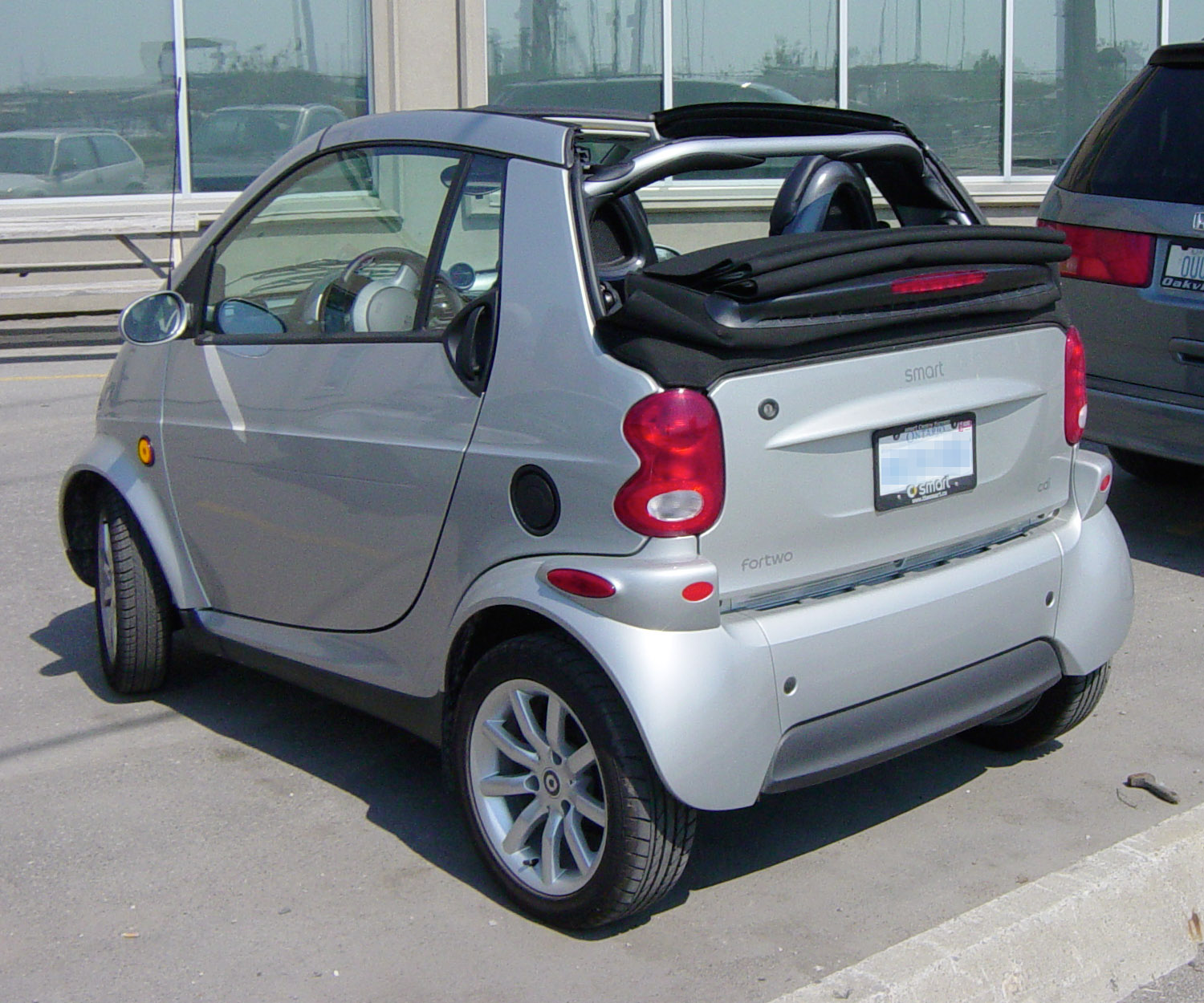
Una Smart Cabrio prima serie

La versione cabriolet della Smart prima serie (sigla di progetto A450) è stata introdotta all'inizio del 2000 e venne subito indicata come la Smart che mancava alla gamma di allora, quando fino a quel momento esisteva solo la versione con carrozzeria chiusa (il cui codice esatto era C450). Per realizzare quella che di lì a poco sarebbe stata considerata come una delle cabriolet più particolari di sempre, i tecnici Mercedes-Benz dovettero riprogettare la scocca per adeguarla ai necessari requisiti di rigidezza torsionale per mantenere intatto il livello di sicurezza su strada ed evitare scompensi per esempio in curva. Ma nonostante ciò, l'aumento di peso è stato contenuto in appena 10 kg. Dal punto di vista meccanico, la vettura ricalcava quanto già visto sulle Smart "chiuse" di normale produzione. L'unica differenza stava nell'assenza della versione da 45 CV. Esternamente, le Smart Cabrio prodotte fino al 2002 si distinguevano dalle versioni chiuse, oltre che per l'assenza del tetto fisso, anche per i gruppi ottici anteriori dalla particolare forma "a 8". Tale caratteristica sarebbe stata adottata dalla City Coupé a partire dal 2002. Inoltre una nervatura obliqua, assente sulla coupé, percorre la fiancata della Cabrio. La capote a tre strati della piccola cabriolet era caratterizzata dall'apertura in tre fasi: una prima fase consentiva l'arretramento della capote sopra la testa degli occupanti, una seconda fase faceva scendere la parte posteriore della capote e una terza fase provvedeva alla rimozione dei montanti centrali. Quest'ultima è l'unica fase da svolgersi manualmente.
Gli allestimenti previsti per la Smart Cabrio prima serie erano due, denominati Cabrio & Pulse e Cabrio & Passion.
Durante la sua carriera, la Smart Cabrio ha conosciuto anche le stesse evoluzioni della coupé, compresi i cambi di denominazione da MCC Smart Cabrio a Smart City Cabrio (2002) e da quest'ultima a Smart Fortwo Cabrio (2004). Nonostante i 4 milioni di lire richiesti in più rispetto alla coupé, anche la Smart Cabrio raggiunse ben presto un buon successo di vendite. Anche per la A450, la produzione cessò nel 2007, in favore della nuova Fortwo Cabrio.

#### Smart Brabus

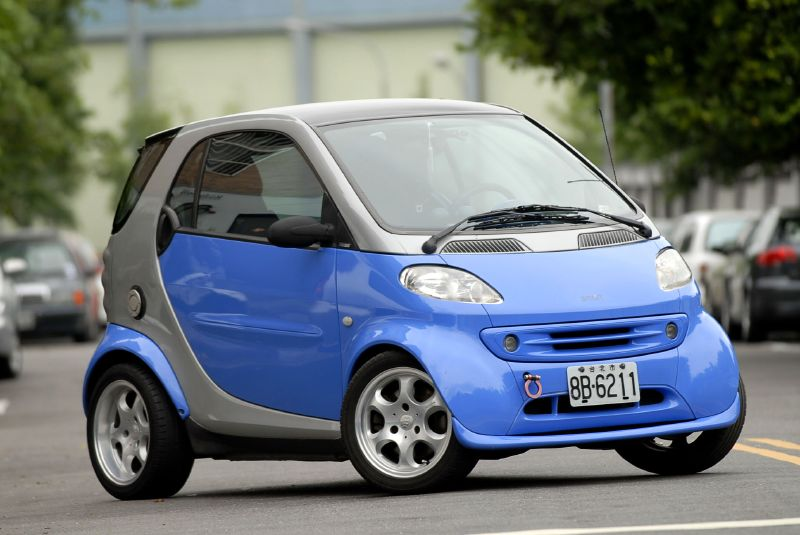
Una delle Smart Brabus pre-2002

La Brabus, ormai da decenni legata alla Mercedes-Benz, della quale ha sempre proposto versioni ad alte prestazioni sulla base di modelli di normale produzione, si è avvicinata subito anche alla piccola del gruppo DaimlerChrysler, dapprima proponendo semplicemente dei kit estetici per la piccola due posti da città, e in seguito fondando una vera e propria joint-venture tra lo stesso marchio Brabus e TTP l'allora neonato marchio Smart, dando vita alla Smart-Brabus-TTP GmbH. La prima "creatura" nata da questa strana accoppiata di marchi vide la luce nel 2001 ed era caratterizzata da un telaio irrigidito e ribassato, e dal tricilindrico turbodiesel commonrail da 799 cm³ con potenza portata a 75 CV. Inizialmente la potenza era di 61 CV, ma da quasi subito fu innalzata a 71CV per conferire maggior brillantezza alla vettura.
Esternamente la prima Smart Brabus-TTP era riconoscibile per i cerchi in lega specifici da 16 pollici e per alcune componenti di carrozzeria ridisegnate, come per esempio gli scudi paraurti.
Nel 2005 la prima Smart Brabus è stata sostituita dalla Smart Brabus Edition 101, il cui numero identificava sia la potenza massima sprigionata dal suo piccolo tricilindrico sovralimentato, sia il numero massimo di esemplari in cui era prevista la tiratura. Tra le caratteristiche di questo modello particolare va menzionata senz'altro la cellula "tridion" verniciata in rosso Ferrari, il nuovo cambio automatico con levette al volante sviluppato direttamente da Brabus; fu la più costosa Smart di sempre. La velocità massima, in questo caso, era autolimitata a 160 km/h. Fu l'ultima Smart Brabus realizzata sulla base della prima serie.

#### Smart Crossblade

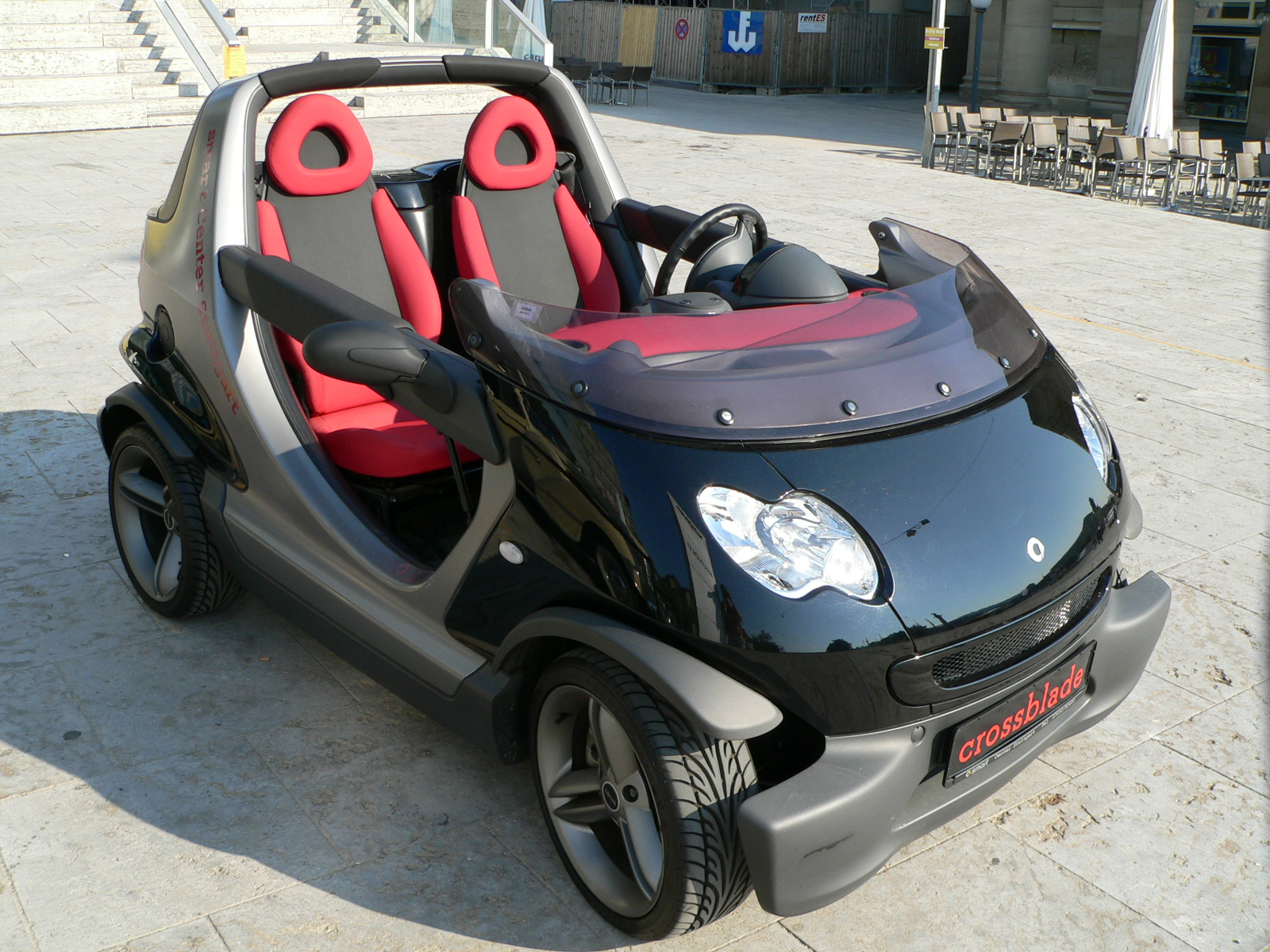
Una Smart Crossblade

La Crossblade è stata sicuramente la più incredibile tra le derivate della Smart Fortwo prima serie. La si riconosce a colpo d'occhio per la carrozzeria aperta e non richiudibile (come invece avviene nelle Smart Cabrio), per l'assenza di un vero parabrezza, di un vero lunotto e di due vere portiere (sostituite da due barre per garantire l'incolumità degli occupanti). Questa particolare versione era stata sviluppata da un'azienda esterna, la Bertrandt AG, e costruita dalla carrozzeria Binz di Lorch. Altri segni distintivi si potevano trovare nei cerchi specifici da 16 pollici e nei paraurti, anch'essi dal disegno ad hoc. Quanto al motore della Crossblade, si trattava del tricilindro turbo da 598 cm³ con potenza massima portata a 71 CV.
La Crossblade è stata prodotta dal marzo 2002 al dicembre 2003 in 2000 esemplari, ognuno venduto al prezzo, non certo economico, di 24.000 euro. Il primissimo esemplare della Crossblade fu acquistato dal cantante pop Robbie Williams, che in seguito l'ha rivenduta all'asta per un prezzo di 51.050 euro, destinando gli introiti alla sua fondazione chiamata Give It Sum. Il cantante britannico apparirà poi in uno spot per il lancio della Smart ForFour: in esso, un uomo nel tentativo di pagare il parcheggio, si finge artista di strada cantando Feel, e mentre sta per essere multato, riceve l'obolo dallo stesso Williams che si complimenta.

#### Smart K
La Smart K è stata la Smart prima serie prevista per il mercato giapponese. Le sue differenze principali rispetto alla Smart europea sono mirate unicamente all'adeguamento della vettura a quelle normative locali che ne prevedevano l'inserimento nella categoria delle K-Car, ossia quelle vetture di ridotte dimensioni, previste solo in Giappone, in grado di beneficiare di premi assicurativi più bassi. La Smart K era leggermente meno larga in modo da rientrare nei limiti di sagoma previsti per le K-Car. Anche il peso a vuoto venne leggermente ridotto, di appena 20 kg. Il motore era invece il tricilindrico da 598 cm³ utilizzato in Europa fino al 2003. Nella Smart K, invece, venne mantenuto in produzione fino al 2004, anno in cui la vetturetta fu tolta dal listino giapponese.

#### Smart Fortwo Electric Drive

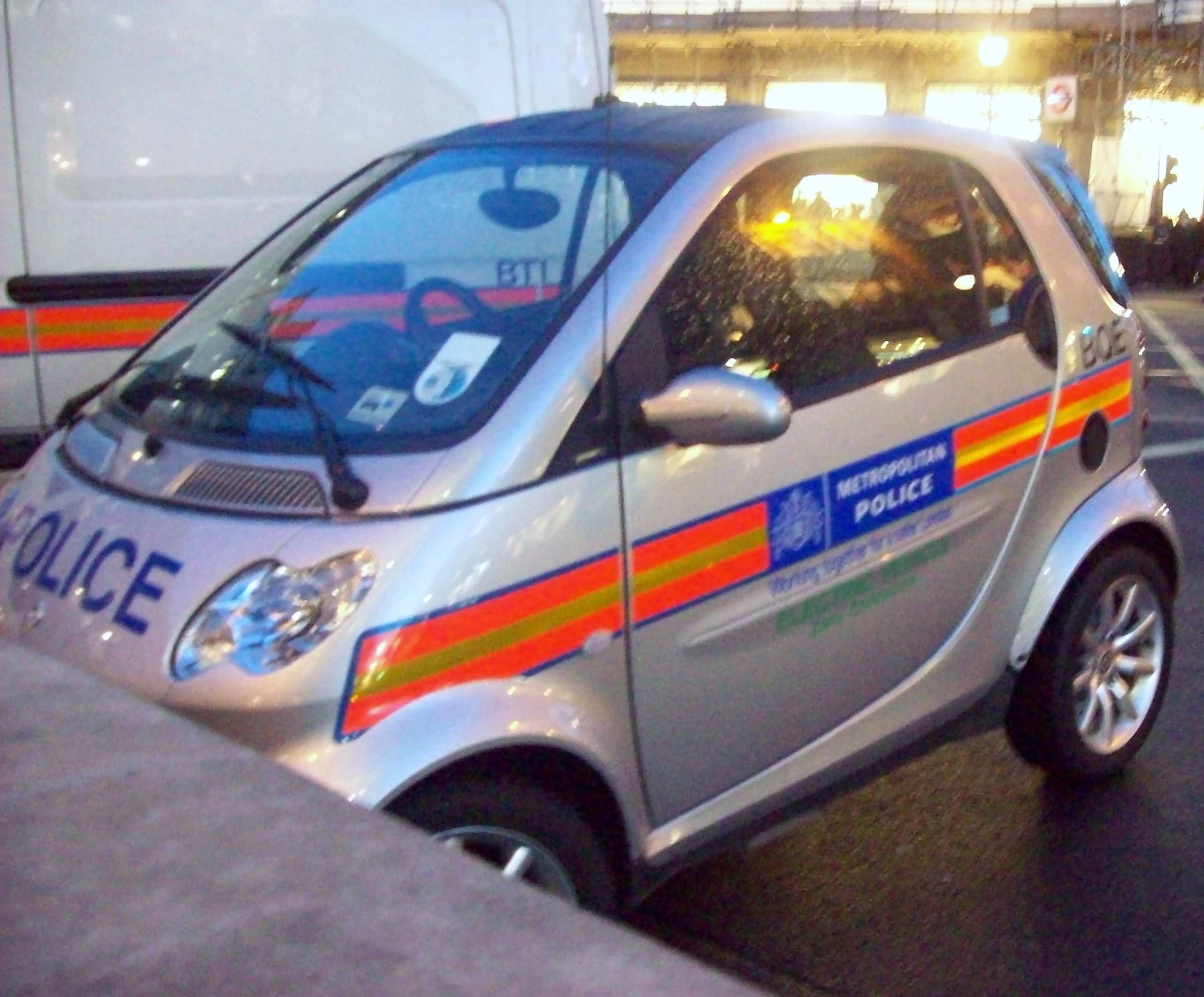
Una Smart ED utilizzata dalla polizia di Londra

La prima generazione della Fortwo è stata anche oggetto di studi allo scopo di ricavarne una versione a propulsione elettrica. In realtà, la Fortwo elettrica di prima generazione non è stata opera della DaimlerChrysler, ma di un'azienda esterna, la Zytek, nota soprattutto per il suo contributo nel campo delle competizioni automobilistiche, ma che di fatto ha anche una sua sezione riservata alla produzione di motori elettrici. Per quanto riguarda la piccola vettura, si tratta di fatto della prima Fortwo elettrica, ed è stata prodotta durante il 2007, nell'ultimissima fase della carriera della W450, quando già era prossima al debutto la seconda generazione della Fortwo. In via del tutto sperimentale, la prima Fortwo elettrica è stata proposta previo noleggio a clienti non privati nella sola città di Londra, e in serie limitata a 100 esemplari, in modo da testare sia la vettura stessa che il gradimento dell'utente. Il canone mensile di noleggio era di 375 sterline al mese.
La Fortwo Electric Drive (o Fortwo ED) era spinta da un motore elettrico in grado di erogare fino a 41 CV, alimentato da batterie Zebra da 13.2 kilowattora e in grado di spingere la Fortwo a una velocità massima di 120 km/h, con un'autonomia massima di 110 km. La ricarica delle batterie avveniva in circa otto ore

### Riepilogo caratteristiche
Di seguito vengono riepilogate le caratteristiche delle varie versioni costituenti la gamma della prima generazione della Smart Fortwo/MCC Smart/Smart City Coupé e Cabrio. Il prezzo riportato si riferisce alla versione coupé e al livello di allestimento più basso (tranne che per la Crossblade, disponibile solo con carrozzeria aperta). Anche i dati in generale si riferiscono alla versione chiusa. Come già riportato in precedenza, la massa a vuoto della cabriolet era superiore di appena 10 kg rispetto alla coupé, mentre la differenza di prezzo si aggirava tra i 1.700 e i 2.400 euro. Data l'articolata evoluzione nelle denominazioni di marchio e modello, le denominazioni sotto riportate sono puramente indicative.
| Modello                        | Motore      | Cilindrata cm³ | Alimentazione                            | Potenza CV/rpm | Coppia Nm/rpm  | Massa a vuoto (kg) | Velocità max | Acceler. 0–100 km/h | Consumo (l/100 km) | Anni di produzione | Prezzo al debutto (in euro) |
| Versioni a benzina             |             |                |                                          |                |                |                    |              |                     |                    |                    |                             |
| Smart & Pure                   | M160E07LA   | 599            | Iniezione elettronica, turbo + overboost | 45/5250        | 69,7/3000      | 645                | 135          | 18"9                | 5                  | 1998-031           | 8.909                       |
| Smart & Pure                   | M160E07LA   | 599            | Iniezione elettronica, turbo + overboost | 55/5250        | 80/2000        | 645                | 135          | 17"2                | 5                  | 2001-03            | 9.416                       |
| Smart & Pure                   | M160E07LA   | 698            | Iniezione elettronica, turbo + overboost | 50/5250        | 80/1800        | 655                | 135          | 18"3                | 4,9                | 2003-07            | 8.891                       |
| Smart & Pure                   | M160E07LA   | 698            | Iniezione elettronica, turbo + overboost | 61/5250        | 95/2000        | 655                | 135          | 15"5                | 4,9                | 2003-07            | 10.011                      |
| Smart & Pulse                  | M160E06LA   | 599            | Iniezione elettronica, turbo + overboost | 55/5250        | 80/2000        | 645                | 135          | 17"2                | 5                  | 1998-01            | 9.528                       |
| Smart & Pulse                  | M160E06LA   | 599            | Iniezione elettronica, turbo + overboost | 61/5250        | 88/2250        | 645                | 135          | 16"8                | 5,1                | 2001-03            | 10.400                      |
| Smart & Pulse                  | M160E07LA   | 698            | Iniezione elettronica, turbo + overboost | 61/5250        | 95/2000        | 655                | 135          | 15"5                | 4,9                | 2003-07            | 11.091                      |
| Smart & Passion                | M160E06LA   | 599            | Iniezione elettronica, turbo + overboost | 55/5250        | 80/2000        | 645                | 135          | 17"2                | 5                  | 1999-03            | 10.224                      |
| Smart & Passion                | M160E07LA   | 698            | Iniezione elettronica, turbo + overboost | 61/5250        | 95/2000        | 655                | 135          | 15"5                | 4,9                | 2003-07            | 11.481                      |
| Smart Crossblade               | M160E06LA   | 599            | Iniezione elettronica, turbo + overboost | 71/5470        | 108/ 2200-3500 | 740                | 135          | 17"                 | 5,7                | 2002-03            | 24.000                      |
| Smart Brabus                   | M160E07LA   | 698            | Iniezione elettronica, turbo + overboost | 75/5250        | 110/2000       | 730                | 150          | 12"3                | 5,5                | 2003-05            | 19.281                      |
| Smart Brabus Edition 101       | M160E07LA   | 698            | Iniezione elettronica, turbo + overboost | 101/5600       | 130/ 2500-5300 | 740                | 160          | 11"9                | -                  | 2005-06            | 39.900                      |
| Versioni a gasolio             |             |                |                                          |                |                |                    |              |                     |                    |                    |                             |
| Smart CDI (Pure/Pulse/Passion) | OM660DE08LA | 799            | Turbodiesel common rail                  | 41/4200        | 100/1800       | 655                | 135          | 19"8                | 3,5                | 1999-07            | 9.943                       |
| Note:1Non prevista come Cabrio |             |                |                                          |                |                |                    |              |                     |                    |                    |                             |